# Plinio Rolle
Plinio Rolle (Padova, 4 marzo 1924 – 18 ottobre 2022) è stato un calciatore italiano, di ruolo centrocampista.

## Carriera
Debutta nel 1944 nel Campionato Alta Italia (una presenza). Dal 1945 al 1952 gioca sette stagioni con la maglia del Padova tra Serie A e Serie B per un totale di 90 presenze e 3 gol.
Debutta in Serie A il 26 novembre 1948 in Padova-Lazio (2-0).

## Palmarès
- Campionato italiano di Serie B: 1

Padova: 1947-1948

## Vita privata
Ebbe un figlio, Alessandro, dalla moglie Liliana.